# George Friedman
George Friedman, né le 1er février 1949 à Budapest, est un politologue américain. Il est le fondateur et l'ancien dirigeant de la société de renseignement Stratfor.

## Biographie

### Jeunesse et formation
George Friedman est né à Budapest en 1949. Sa famille fuit le régime communiste en émigrant en Autriche puis aux États-Unis. Il obtient un B.A. en science politique au City College of New York puis un doctorat (Ph.D.) en gouvernance de l'université Cornell,.

### Carrière
Il enseigne les sciences politiques à Dickinson College pendant près de vingt ans, et intervient régulièrement auprès des hauts responsables des forces armées telles que l'Office of Net Assessment, le Grand Quartier général des puissances alliées en Europe, l'United States Army War College, la United States Army War College et la RAND Corporation.
En 1996, il fonde Stratfor, une société de renseignement et de prospective, puis la quitte en 2015. Il est le fondateur du site Geopolitical Futures.

## Publications

### Originales en anglais
- The Political Philosophy of the Frankfurt School, Ithaca/London, Cornell University Press, 1981, 312 p. (ISBN 0-8014-1279-X).
- Avec Meredith LeBard, The Coming War With Japan, St Martins Press, 1991, 429 p. (ISBN 0-312-07677-0).
- Avec Meredith LeBard, The Future of War : Power, Technology and American World Dominance in the Twenty-First Century, Crown Publishers, 1996, 272 p. (ISBN 0-312-18100-0).
- Avec Meredith Friedman, Colin Chapman et John Baker, The Intelligence Edge : How to Profit in the Information Age, Crown Publishers, 1997, 276 p. (ISBN 0-609-60075-3).
- America's Secret War : Inside the Hidden Worldwide Struggle Between the United States and Its Enemies, Doubleday, 2004 (ISBN 0-385-51245-7).
- The Next 100 Years : A Forecast for the 21st Century, Doubleday, 2009, 253 p. (ISBN 978-0-385-51705-8 et 0-385-51705-X).
- The Next Decade : What the World Will Look Like, 2011, 243 p. (ISBN 978-0-385-53294-5 et 0-385-53294-6).
- Flashpoints : The Emerging Crisis in Europe, Doubleday, 2015, 288 p. (ISBN 978-0-385-53633-2 et 0-385-53633-X).

### Traductions en français
- Les 100 Ans à venir : un scénario pour le XXIe siècle [« The Next 100 Years: A Forecast for the 21st Century »]  (trad. de l'anglais), Bordeaux, ZDL, 2012, 360 p. (ISBN 978-2-9538791-2-4).
- La prochaine décennie : où nous étions... et où nous allons [« The Next Decade:What the World Will Look Like »]  (trad. de l'anglais), Bordeaux, ZDL, 2012, 350 p. (ISBN 978-2-9538791-4-8).